# Arzal
Arzal  (bretonisch: Arzhal) ist eine französische Gemeinde mit 1794 Einwohnern (Stand 1. Januar 2022) im Département Morbihan in der Region Bretagne. Sie gehört zum Gemeindeverband Communauté de communes Arc Sud Bretagne.

## Geografie
Arzal liegt am Mündungstrichter der Vilaine. Benachbarte Gemeinden sind Muzillac im Westen, Marzan im Norden sowie Férel, Camoël und Pénestin im Süden.

## Bevölkerungsentwicklung
| Jahr      | 1962 | 1968 | 1975 | 1982 | 1990 | 1999 | 2007 |
| Einwohner | 862  | 883  | 901  | 877  | 930  | 916  | 1378 |

Quelle: INSEE

## Sehenswürdigkeiten
Siehe auch: Liste der Monuments historiques in Arzal
- Die Mühle von Séréac wurde im Jahr 1653 aus Granit erbaut und war bis 1950 in Betrieb.[1]
- Die Kapelle Saint-Jean-Baptiste de Lantierne wurde im 12. Jahrhundert auf einem T-förmigen Grundriss erbaut. Im 17. Jahrhundert  wurde die Kirche umgebaut und vergrößert.[2]

## Infrastruktur
Arzal besitzt eine eigene Anschlussstelle der autobahnähnlich ausgebauten N 165, die von Nantes über Vannes nach Brest führt. 
Auf dem Gemeindegebiet befindet sich die Barrage d’Arzal, ein Sperrwerk zur Regulierung des Abflusses der Vilaine. Die Barrage d’Arzal dient zudem als Straßenübergang über die Vilaine. An der flussaufwärts gelegenen Seite des Sperrwerks befindet sich eine Marina.
Arzal hatte bis 1947 einen Bahnhof im Netz der Chemins de fer du Morbihan.